# Michail Tomskij
Michail Pavlovič Tomskij (rusky Михаил Павлович Томский, rodným jménem Michail Pavlovič Jefremov (Ефремов); 31. října 1880, Kolpino – 22. srpna 1936, Bolševo) byl tovární dělník, odborář a bolševický vůdce.

## Životopis

### Před revolucí
Michail Tomskij se narodil v Kolpinu blízko Petrohradu. Jako učeň pracoval v továrnách. Roku 1904 vstoupil do Ruské sociálně demokratické dělnické strany, do bolševické frakce. Tomskij zakládal odborářské organizace. Tomskij se po čase přesunul do Estonska a byl zapojen do revoluce roku 1905. Po jejím potlačení byl Tomskij zatčen a deportován na Sibiř. Podařilo se mu však uniknout a stát se prezidentem Unie kovodělníků.
Tomskij však byl roku 1908 chycen, zatčen a potom deportován do Francie, ale o rok později se vrátil do Ruska, kde byl opět chycen a odsouzen na dvacet let těžkých prací. Po únorové revoluci v roce 1917 byl propuštěn a přesunul se do Petrohradu, kde se účastnil říjnové revoluce.

### Působení v politice
V roce 1920 se stal Tomskij všeobecnou hlavou odborů. O rok dřív, roku 1919, byl zvolen do ústředního výboru a roku 1927 do politbyra. Tomskij byl spojenec Nikolaje Bucharina a Alexeje Rykova, kteří vedli mírné křídlo strany. Tomskij s nimi byl ve spojení s Josifem Stalinem, a pomohl mu rozdrtit opozici vedenou Lvem Trockým, Lvem Kameněvem, a Grigorijem Zinovjevem, kteří se chtěli po Leninově smrti zmocnit vlády.
Po letech však začal Tomskij ztrácet svůj vliv, a v roce 1929 byl donucen se svými spojenci odstoupit. Tomskij se tehdy začal starat o sovětský chemický průmysl. V roce 1932 se vrátil a byl opět zvolen do ústředního výboru, nikoli však do politbyra.

### Pád
Během prvního moskevského procesu v roce 1936 byli Zinovjev a Kameněv obžalováni z Kirovovy vraždy. Během výslechů jmenovali další údajné spiklence – Bucharina, Rykova, Ulganova, Radka, Pjatakova, Serebrjakova, Sokolnikova – a v neposlední řadě i Tomského. Soudce Andrej Vyšinskij se jejich případů ujal, aby je vyšetřil, a aby je postavil před soud. Vyšinského oznámení bylo vytištěno s usnesením, které urychleně přijali dělníci z Dynama a které prohlašovalo, aby byla jejich vina nemilosrdně prošetřena. Tomskij nečekal, a jakmile si přečetl Vyšinského projev, spáchal sebevraždu. Při čtvrtém moskevském procesu roku 1938 byl Tomskij posmrtně obviněn z velezrady a pokusu o atentát na Stalina. Roku 1988 byl Tomskij rehabilitován.